# Апостольский викариат Пуэрто-Принсесы

Провинция Палаван

Апостольский викариат Пуэрто-Принсесы (лат. Apostolicus Vicariatus Portus Principis in Philippins) — апостольский викариат Римско-Католической церкви с центром в городе Пуэрто-Принсеса, Филиппины. Юрисдикция апостольского викариата Пуэрто-Принсесы распространяется на южную и центральную части провинции Палаван. Кафедральным собором апостольский викариат Пуэрто-Принсесы является церковь Непорочного Зачатия Пресвятой Девы Марии.

## История
10 апреля 1910 года Святой Престол учредил апостольскую префектуру Палавана, выделив её из епархии Харо (сегодня - Архиепархия Харо).
3 июля 1955 года Римский папа Пий XII издал буллу Ad Christi regnum , которой преобразовал апостольскую префектуру Палавана в апостольский викариат.
26 марта 2002 года Римский папа Иоанн Павел II выпустил буллу Diligentem sane curam, которой передал 16 приходов апостольского викариата Палавана новому апостольскому викариату Тайтая. В этот же день апостольский викариат Палавана был переименован в апостольский викариат Пуэрто-Принсесы.

## Ординарии апостольского викариата
- епископ Vittoriano Romàn Zárate di San Giuseppe (1911 — 1938);
- епископ Leandro Nieto y Bolandier (1938 — 1953);
- епископ Gregorio Espiga e Infante (1954 — 1987);
- епископ Francisco San Diego (1987 — 1995);
- епископ Pedro Arigo (1996 — по настоящее время).

## Источник
- Annuario Pontificio, Ватикан, 2007
- Булла Ad Christi regnum, AAS 47 (1955), стр. 757  (лат.)
- Булла Diligentem sane curam (лат.)